# Би-бой

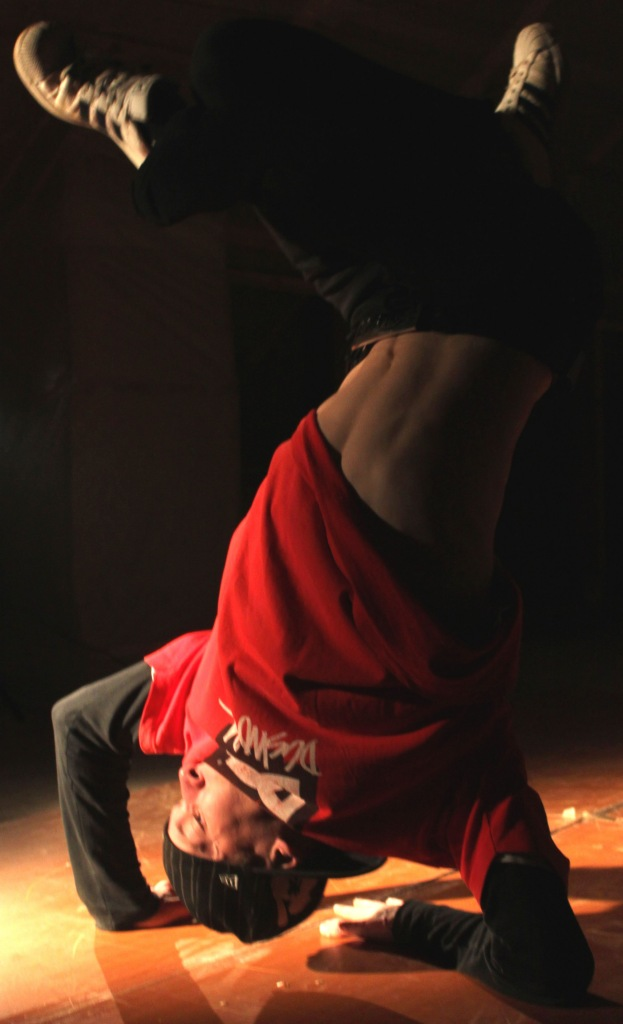
Z 4743c8b2

Би-бой / би-гёрл (англ. B-Boy/B-Girl) — человек, который танцует брейк-данс — уличный танец, один из основных элементов хип-хоп-культуры. Термин «брейкдансинг» (англ. Breakdancing) создан музыкальными журналистами для удобства восприятия обывателями, поскольку в английском слово англ. breaking обозначает разные понятия и имеет отношение к разным культурам. По этой же причине (для чёткости идентификации) в самой среде хип-хоп стали использовать термин «B-boying», который происходит от слова B-Boy (Break-boy).

## Происхождение термина
Термин ввёл Kool Herc, который называл так танцоров би-боинга. Все би-бои танцевали под треки с битом, но особенно ждали момента в песне (сбивки, брейк-биты), и Dj Kool Herc первый начал их удлинять.

## Би-боинг
Чтобы различать танцоров-парней и танцовщиц-девушек, МС объявляли: «Би-бойс» (англ. B-boys) и «Би-гёлз» (англ. B-girls). Слово «Би-боинг» обрело популярность в 60-х годах, когда оно стало достоянием общественности. Один из родоначальников хип-хопа, Dj Kool Herc утверждает, что слово breaking происходит от сленгового слова break (сорвался), но есть варианты, что bronx, т. е. Bronx-boy. Впервые слово «b-boy» употребил Dj Kool Herc, который так называл людей, исполнявших брейк-данс.

## Одежда би-боя
Основная задача танцора брейкинга — соединить в своём костюме комфорт, удобство, свободу движения и стиль. Не надо путать традиционную рэперскую одежду с одеждой би-боя и би-гёлсов. Би-бои почти не спускают штаны, так как это мешает движению ног. В основном би-бои надевают спортивную одежду, например, таких марок, как: Adidas, Nike, Reebok, Tribal, Biggest & Baddest, Puma. Также есть несколько важных атрибутов в одежде би-боя, например: напульсник, шапка, наколенники, налокотники.